# Paul Reinehr
Paul Reinehr (* 22. Februar 1922 in Nettersheim; † 20. Dezember 2009 in Bergisch Gladbach) war ein deutscher Sonderschulrektor. Er wurde regional als Heimatforscher, Autor und Kunstmaler bekannt.

## Leben
Reinehr war verheiratet und hatte vier Kinder. Er war Sonderschullehrer und leitete die Sonderschule für Lernbehinderte, die seit 1968 in Alt Refrath (An der Wolfsmaar) eingerichtet worden war. Sie wurde später in Wilhelm-Wagener-Schule umbenannt und an den Ginsterweg/Mohnweg verlegt.

## Hobby und Kunst
Privat hat er sich intensiv mit der Geschichte von Moitzfeld auseinandergesetzt und Literatur darüber geschrieben. Daneben hat er die Dorfgemeinschaft Moitzfeld bei deren Veröffentlichungen unterstützt. Sein besonderes Hobby war die Malerei. Dabei fühlte er sich zum Rheinischen Expressionismus hingezogen. Städte- und Landschaftsbilder, sowie Stillleben und Blumenbilder waren seine Schwerpunkte, die er besonders liebte. Das Aquarell, die Öl- und später auch die Temperamalerei waren seine bevorzugten Techniken. In späteren Jahren experimentierte er gerne mit der Collagetechnik (Papier, Pappe und Farbpulver).
Zwischen 1976 und 2002 fanden 27 Ausstellungen seiner Werke in Bergisch Gladbach, Gummersbach, Köln, Odenthal, Overath, Rösrath und Solingen statt. Eine Gedenkausstellung gab es 2011 in der Galerie Feinzeug in Bergisch Gladbach und eine Jubiläumsausstellung 2013 in der Rathaus-Galerie Odenthal.

## Werke
- St. Joseph Moitzfeld, Ein Führer durch die Kirche und ihre Geschichte, Hrsg. Pfarrgemeinde Moitzfeld, Moitzfeld 1982.
- Von der Erdenburg zur Gottesburg, Textunterlegung einer Dia-Schau zur Geschichte Moitzfelds (einschließlich des Bergbaus in und um Moitzfeld), Moitzfeld 1985
- Moitzfeld, Chronik der Kapellengemeinde von 1920–1952 unter Einbeziehungh des Orts- und Zeitgeschehens, Moitzfeld 1986
- 75 Jahre St. Joseph Moitzfeld, Blickpunkte St. Joseph Moitzfeld Frühjahr 1996, Hrsg. Pfarrgemeinde St. Joseph Moitzfeld, Moitzfeld 1996.